# Devil Kings
Devil Kings, conosciuto in Giappone come Sengoku Basara (戦国BASARA?), è un videogioco giapponese della Capcom per PlayStation 2 messo in commercio il 21 luglio 2005 in Giappone, il 12 ottobre nel Nord America e il 3 febbraio 2006 in Europa. In seguito, è uscito per PlayStation Network il 19 giugno 2013.

## Descrizione
Scenario del gioco è il periodo Sengoku, detto anche periodo degli stati combattenti. durante il quale il territorio nazionale era diviso in diversi stati, governati da dei signori della guerra. Per tal motivo il gioco ricorda molto quelli della serie Samurai Warriors di Koei.
Il videogioco ha dato origini a dei seguiti (Sengoku Basara 2, Sengoku Basara: Samurai Heroes, Sengoku Basara 4) e a un anime intitolato Sengoku Basara.

## Personaggi
I personaggi di Devil Kings sono tutti signori della guerra (o loro attendenti) che puntano a conquistare un vasto territorio somigliante al Giappone. Sono ispirati quasi tutti a uomini e donne realmente esistiti nel Giappone dell'epoca Sengoku.
- Date Masamune (Azure Dragon): Kirby Morrow
- Sanada Yukimura (Scorpio): Andrew Francis
- Takeda Shingen (Red Minotaur): Mark Gibbon
- Sarutobi Sasuke (Talon): David Orth
- Oda Nobunaga (Devil King): Gary Chalk
- Nōhime (Lady Butterfly): Kathleen Barr
- Mori Ranmaru (Hornet): Cathy Weseluck
- Akechi Mitsuhide (Reaper): Peter Kelamis
- Uesugi Kenshin (Frost): Alessandro Juliani
- Kasuga (Venus): Venus Terzo
- Itsuki (Puff): Janyse Jaud
- Zabby (Q-Ball): Lee Tockar
- Maeda Toshiie (Lark): Andrew Jackson
- Matsu (Bramble): Tabitha St. Germain
- Shimazu Yoshihiro (Zaan): Paul Dobson
- Tokugawa Ieyasu (Irdine): Jason Michas
- Mōri Motonari (Kahz): Sam Vincent
- Chōsokabe Motochika (Arslan): Ian James Corlett
- Hōjō Ujimasa (Orwik): Louis Chirillo
- Imagawa Yoshimoto (Muri): Brian Drummond

## Accoglienza
| Testata                          | Giudizio |
| -------------------------------- | -------- |
| Metacritic (media al 31-09-2020) | 64/100   |
| Edge                             | 6/10     |
| EGM                              | 6.33/10  |
| Eurogamer                        | 7/10     |
| Famitsū                          | 31/40    |
| Game Informer                    | 6.5/10   |
| GameSpot                         | 7.5/10   |
| GameSpy                          | 3,5/5    |
| GameZone                         | 6.7/10   |
| IGN                              | 5.9/10   |
| OPM (US)                         | 1,5/5    |
| The Sydney Morning Herald        | 3/5      |

La versione occidentalizzata del gioco ha ricevuto un'accoglienza mista o altalenante stando alle recensioni aggregate sul sito Metacritic, mentre quella giapponese ha ricevuto un'accoglienza migliore. Stando a quanto dichiarato:
Il gioco ha ricevuto un 8/8/7/8 per un totale di 31/40 dal settimanale giapponese Famitsū. Ha poi ricevuto un'etichetta dal titolo "PlayStation 2 the Best" (ossia un best seller in Giappone), grazie alle sue 88.711 copie vendute nella prima settimana nel paese.; alla fine, ha venduto un totale di 232.589 di copie sempre in Giappone.